# ريوتا أوكادا
ريوتا أوكادا (باليابانية: 岡田 亮太) (9 سبتمبر 1988 في طوكيو في اليابان – )؛ هو لاعب كرة قدم ياباني سابق كان يلعب كمدافع.

## وصلات خارجية
- ريوتا أوكادا على موقع رابطة كرة القدم اليابانية للمحترفين (اليابانية)
- ريوتا أوكادا على موقع قاعدة بيانات كرة القدم.إي يو (الإنجليزية)
- ريوتا أوكادا على موقع Soccerway.com (الإنجليزية)